# Све што видим је први пут
Све што видим је први пут је први студијски албум српске музичке групе Репетитор. Албум је објављен 30. октобра 2008. године за издавачку кућу Одличан хрчак и тада је био доступан на компакт-диску.

## О албуму
Поједине песме су пре изласка албума објављиване на двема компилацијама, али у ранијим верзијама, снимљеним у Вишој електротехничкој школи у Београду. Тако је оригинална верзија песме Ја, уједно и први студијски снимак Репетитора, представљена још на компилацији Јутро ће променити све?, која је у фебруару 2007. изашла за ПГП РТС. Песма је потом провела пет недеља на првом месту домаће топ-листе Радија Б92. Ранији снимци песама 10 пута недељно и Пукотине појавили су се у пролеће 2008. на компилацији Здраво, здраво, здраво, на којој су се са по три нумере представиле још четири тада нове београдске групе: Петрол, Нежни Далибор, ЖенеКесе и Tussilago. Трећа песма Репетитора на овом издању била је Све што видим је први пут, али она после није уврштена на истоимени деби албум групе.
Критичари веб-магазина Попбокс прогласили су овај албум трећим најбољим домаћим у 2008. години. Касније су га сместили и на пето место топ-листе најбољих домаћих албума из периода од 2000. до 2010. године.
Петар Јањатовић је текстове песама Ја и Пукотине уврстио у књигу Песме братства, детињства и потомства: Антологија ex YU рок поезије 1967—2007.

## Списак песама
Аутор свих текстова је Борис Властелица. За компоновање музике била је заслужна цела група.
| №               | Назив               | Трајање |  |
| 1.              | Опет јак            | 2:36    |  |
| 2.              | Огледало            | 2:11    |  |
| 3.              | Пукотине            | 2:43    |  |
| 4.              | Сламчица            | 3:43    |  |
| 5.              | Избрисати пријатеља | 2:00    |  |
| 6.              | Ја                  | 2:11    |  |
| 7.              | 10 пута недељно     | 3:17    |  |
| 8.              | Просечан човек      | 3:25    |  |
| 9.              | Зли син             | 2:51    |  |
| 10.             | Све да заборавим    | 4:50    |  |
| 11.             | Здраво за готово    | 2:09    |  |
| 12.             | Животиње            | 2:27    |  |
| 13.             | Тешко ходам         | 3:26    |  |
| Укупно трајање: | Укупно трајање:     | 37:49   |  |

## Синглови и спотови
- 1. Опет јак
  - Сингл је објављен крајем октобра 2008. године.
  - Спот је рађен у техници кадар-по-кадар и сниман је од августа до октобра 2008. на више локација у Београду. У кадровима се појављује и српски уметник Саша Марковић Микроб, а режију потписује Милош Томић.[9][14]
- 2. Огледало
  - Сингл је објављен у фебруару 2010. године.
  - Спот је делом сачињен од цртане анимације, коју потписује Вук Палибрк, а делом је рађен у техници стоп трик анимације. Снимање је обављено током лета 2009. у близини Железника и тада је било планирано да забележени материјал буде сегмент једног филма Милоша Томића, који је режирао и овај спот.[15]

## Музичари

### Постава групе
- Борис Властелица — гитара, вокал
- Ана-Марија Цупин — бас-гитара, вокал
- Милена Милутиновић — бубањ[12]

## Остале заслуге
- Борис Младеновић — продуцент, тонски сниматељ
- Горан Цревар — тонски сниматељ
- Иво Лоренцин — тонски сниматељ
- Катарина Шошкић — дизајн омота[3]

## Рецензије
| Медиј   | Аутор рецензије | Оцена         | Изв.   |
| ------- | --------------- | ------------- | ------ |
| Попбокс | Драган Амброзић | 9/10 звездица | [ 16 ] |